# 58627 Rieko
58627 Rieko è un asteroide della fascia principale. Scoperto nel 1997, presenta un'orbita caratterizzata da un semiasse maggiore pari a 2,3130848 UA e da un'eccentricità di 0,1753419, inclinata di 7,37721° rispetto all'eclittica.
L'asteroide è stato dedicato dallo scopritore, Masakatsu Aoki alla propria moglie, Rieko.